# Pata Pata (pintura)
Pata Pata es un cuadro de estilo abstracto, pintado por el pintor guayaquileño Enrique Tábara, el cuadro fue pintado en Nueva York en el año de 1967. El éxito y la fama de este cuadro llevó al origen de la serie de pinturas pata pata.

## Descripción
El cuadro muestra unas piernas de mujer, pintado en acuarela sobre cartulina, la inspiración de esta obra vino luego de intentar realizar una obra de estilo figurativa en la cual dibujo a una mujer, al desechar esa obra lo rompió y sus piernas cayeron sobre su regazo, luego de ver esa imagen tomo la idea de dibujar piernas, piernas con zapatos y pantalones con zapatos.